# كارينتو
كارينتو (باليابانية: 花林糖) هو عبارة عن حلويات يابانية مقلية. النوع العادي هو عبارة عن عصيات مقلية معدة من العجين ومنكهة بالسكر البني. إلا أنه توجد أنواع أخرى متوفرة هذه الأيام بنكهات مختلفة مثل العسل والسمسم ودقيق فول الصويا المحمر والفول السوداني والشكولاتة.

## المكونات
- طحين
- خميرة أو البيكينغ باودر
- سكر بني
- الزيت النباتي
- ملح

## طريقة الطهي
- سنعد العجين أولا. استخدموا ملعقة لخلط الدقيق مع ملعقة صغيرة من البيكينغ باودر أو خميرة الحلوى في إناء. ثم غربلوا الخليط في إناء آخر باستخدام مصفاة.افرموا السكر البني وضعوه في إناء آخر. أذيبوا السكر عن طريق خلطه مع الماء الساخن. اخلطوا معه الزيت النباتي ثم أضيفوا إليه الدقيق والبيكينغ باودر اللذين غربلناهما سابقا. استخدموا ملعقة مسطحة لمزج المكونات للحصول على عجين. بعد ذلك استخدموا يديكم لدلك العجين لمدة دقيقتين تقريبا حتى تحصلون على كتلة متماسكة. أضيفوا القليل من الطحين إذا كان العجين لزجا أكثر مما ينبغي. بعد ذلك غلفوا العجين بغلاف بلاستيكي وضعوه جانبا ليرتاح لمدة عشر دقائق تقريبا.
- رشوا القليل من الطحين على لوح التقطيع واضغطوا على العجين بأيديكم وشكلوه على شكل مستطيل سمكه سنتيمتر واحد تقريبا.استخدموا المشبك أو مرقاق العجين لبسط العجين حتى يصبح سمكه 5 مليمترات. قطعوا العجين على شكل شرائط عرضها 5 سنتيمترات ثم قطعوه على شكل شرائط أصغر طولها 5 سنتيمترات وعرضها 5 مليمترات.
- اسكبوا ما يكفي من الزيت في مقلاة حتى يصل إلى مستوى ثلاثة سنتيمترات بدءا من القاع. سخنوا الزيت حتى تصبح درجة حرارته 175 درجة مئوية ثم ضعوا فيه شرائط العجين واحدة تلو الأخرى واتركوها تقلى لمدة تتراوح ما بين 3 و4 دقائق. اقلوا الشرائط على دفعات إذا لم تكن لديكم الكمية الكافية من الزيت. ارفعوا مستوى حرارة الزيت قبيل إخراج شرائط العجين المقلية من الزيت. أخرجوا شرائط العجين المقلي من الزيت باستخدام مغرفة على شكل شبكة معدنية وضعوها في صينية.
- اخلطوا السكر البني المفتت مع الماء والقليل من الملح في قدر واطهوا الكل على نار هادئة لمدة 30 ثانية تقريبا حتى يذوب السكر. بعد ذلك ارفعوا مستوى النار إلى المستوى المتوسط واتركوا الخليط يطهى لمدة تتراوح ما بين دقيقة ودقيقتين حتى يصبح قوامه كثيفا على شكل شراب وأنتم تحركون المقلاة.
- اطفئوا النار وضعوا شرائط العجين المقلية وتأكدوا من أنها أصبحت مغطاة بعسل السكر البني بشكل جيد. حينئذ أعيدوا وضع المقلاة على النار واتركوا الكل على نار متوسطة واتركوه يغلي حتى يختفي السائل. ضعوا شرائط العجين المقلية والمغطاة بعسل السكر البني في صينية مدهونة بالقليل من الزيت النباتي. افصلوا الشرائط التي تحولت إلى مقرمشات بعد القلي عن بعضها البعض. تصبح المقرمشات جاهزة للأكل بعدما تبرد ويجف غطاء عسل السكر البني.